# Pseudochalcura chilensis
Pseudochalcura chilensis is een vliesvleugelig insect uit de familie Eucharitidae. De wetenschappelijke naam is voor het eerst geldig gepubliceerd in 1905 door Kieffer.